# Anna L. Krassnigg
Anna L. Krassnigg (* 25. Dezember 1970 in Wien, auch: Anna Maria Krassnigg) ist eine österreichische Regisseurin, Schauspielerin, Theaterleiterin und Autorin. Seit 2012 ist sie Universitätsprofessorin für Regie am Max Reinhardt Seminar.

## Leben
Krassnigg verbrachte ihre Kindheit in Italien und Österreich.
Nach der Matura am Gymnasium der Dominikanerinnen in Wien-Hacking absolvierte sie ein Studium von Schauspiel und Regie am Max Reinhardt Seminar in Wien.
Es folgten Inszenierungen und Textfassungen für Stadt- und Staatstheater, sowie Festivals in Deutschland, darunter ein vierjähriger Lessing-Zyklus (Staatstheater Braunschweig) sowie das eigene Auftragsstück „Full Stuff“ (Ruhrfestspiele Recklinghausen). 
Sie schuf Inszenierungen, Fassungen und Texte für das Theater in der Josefstadt, das Schauspielhaus (Wien), Linz 2009 – Kulturhauptstadt Europas, das Schauspiel Dortmund, Grand Théâtre Luxembourg, Théatre National du Luxembourg und den 2008 von ihr gegründeten Salon5. Gastspiele hatte sie u. a. mit der Theaterfassung/Inszenierung von Daniel Kehlmanns „Ich und Kaminski“, der Uraufführung von Daniel Kehlmanns „Ruhm“ für die Festspiele Reichenau 2010.
Von 1999 bis 2011 war  Krassnigg als Rollenlehrerin und Gastprofessorin für Regie am Max Reinhardt Seminar tätig, wo sie mit Juli 2012 die zweite Regieprofessur erhielt. Vom Wintersemester 2014/15 bis Jänner 2017 war sie stellvertretende Leiterin des Instituts.
Gemeinsam mit dem Musiker, Filmemacher und Kulturmanager Christian Mair leitete sie von 2015 bis 2018 das Kunst- und Wissenschaftsprogramm am Thalhof. Im Frühjahr 2020 übersiedelte sie mit ihrem Theaterkonzept „wortwiege“  vom Thalhof in die Kasematten Wiener Neustadt.
Anna L. Krassnigg lebt mit ihren beiden Kindern in Wien.

## Wirken
Während des Studiums hatte sie 1990–1994 Auftritte als Schauspielerin (Filmrollen u. a. bei Walter Davy und Peter Patzak), sowie erste Regiearbeiten und Textbearbeitungen, innerhalb und außerhalb des Max Reinhardt Seminars, darunter „Erfinder“, ein Auftragsstück für das Technische Museum Wien, UA, erste Beschäftigung mit dem szenischen Schreiben.
Anschließend folgten Inszenierungen und Fassungen für deutsche Stadt- und Staatstheater und Arbeiten mit ihrem freien Theaterensemble in Zürich, in Verbindung mit dem Theaterhaus Gessnerallee, Zürcher Theater Spektakel, Grand-Théatre Luxemburg und TNL (darunter etliche Uraufführungen auch eigener Texte).
Es erfolgte die Gründung des Labels „iffland & söhne“, das aus künstlerischen Freunden der Zürcher Zeit und neu dazu gewonnenen Partnern aus Wien und Luxemburg besteht. In der neuen, internationalen Produktionsgemeinschaft entstand unter anderem die „Trilogie der vollen Jugend (Trilogie de la jeunesse baisée)“ (Koproduktion: WUK, Wien / Théâtre National du Luxembourg / Grand Théâtre de la ville de Luxembourg / éditions phi).
Zwischen 2007 und 2009 kam es zur Gründung des Salon5, eines Raumes für den zeitgenössischen, interkreativen Zusammenhang von Theater, Film, Musik, Literatur. Konzeptionell und ästhetisch angelehnt an die Tradition des öffentlichen Wohnzimmers („il salone“) in der wieder aufgebauten, jüdischen Turnhalle in der Fünfhausgasse 5, Wien. In dieser Periode vermehrte sie den Einsatz von Film als gleichberechtigte koagierende Erzählebene zum Theater. Dreharbeiten erfolgten mit dem Ensemble sowie mit Luc Feit, André Jung, Otto Tausig, Erni Mangold, Ernst Stankovski, Miguel Herz-Kestranek.
Seit 2015 beschäftigt sie sich intensiv in Text und Regie mit der zeitgenössischen Wiederbelebung der alten darstellenden Kunst der Kinobühnenschau, einer extremen narrativen, performativen und ästhetischen Verschränkung von Film, Theater und Musik.
Mit „Fenster zu Nacht“, dem zweiten eigenen Stück bekam sie eine Nominierung für den Heidelberger Stückemarkt.
Von 2015 bis 2018 leitet Krassnigg das Kultur- und Wissenschaftsprogramm am Thalhof in Reichenau an der Rax und bietet mit dem „Salon5 am Thalhof“ ein handverlesenes zeitgenössisches Programm aus Theater, Film, Literatur, Musik und angewandter Wissenschaft.
Seit 2019 ist sie künstlerische Leiterin und Regisseurin beim „wortwiege Theaterfestival“ in den Kasematten Wiener Neustadt.

### Inszenierungen (Auswahl)

#### 1990–1994
- „Die Guten – Das Spiel von den Zofen“ nach Genet, UA an der Akademie für angewandte Künste, Wien, dann an der HDK, Berlin, erhielt einen 1. Preis im Rahmen des SKS-Festivals für Nachwuchsschauspieler/-Regisseure in Berlin.
- „Elektra & Elfriede“, zweiteiliger Antikenabend nach Aischylos, Sophokles, Hofmannsthal, Aristophanes, UA im Rahmen der Diplominszenierung am MRS, erhielt eine Einladung an die Theatertage Krakau.

#### 1994–1998
- „Alpenglühen“ von Peter Turrini, Stadttheater Aachen, dt. EA.
- „TASSO!“ nach Goethes “Torquato Tasso”, Vereinigte Bühnen Krefeld.
- „Miss Sara Sampson oder Herr Lessing probt das Mitleid“, Staatstheater Braunschweig.
- „Sennentuntschi“ von H.J. Schneider, Theaterhaus Gessnerallee, Zürich.
- „Geisterbahn“ ein Reality-Theater an Originalschauplätzen, Bahnhof Stadelhofen, u. a. mit Studenten der Schauspiel Akademie Zürich.
- „Das große Heft“ – Trilogie der Trennung nach Agota Kristof, achtstündiger Theatermarathon für das Zürcher Theater Spektakel.
- „Defekt – ein Versuch über das Böse“, Montage aus originalen Prozessakten, UA im Oleo-Turm (einer jener Räume, die das Ensemble in Zürich erstmals für das Theater entdeckt hat).
- „Hawkings Traum“ UA von Erwin Riess für das Zürcher Theater Spektakel.
- „Minna von Barnhelm“, G.E. Lessing
- „Emilia Galotti“, G.E. Lessing
- „NATHAN“, G.E. Lessing
- „Maria Magdalena“, F. Hebbel
- „Die Tragödie des Macbeth“, W. Shakespeare, Übersetzung und Fassung Krassnigg
- „Der Streit“, Pierre Carlet de Marivaux, Übersetzung und Fassung Krassnigg

#### Ab 2000
- „Chez Pipo – Ein Leonce-und-Lena-Spiel“ nach Georg Büchner, Théatre National du Luxembourg, WUK Wien, UA (2002)
- „Die Nacht des Idioten“ nach “Der Idiot” von Fjodor Michailowitsch Dostojewski, Théatre National du Luxembourg, WUK Wien, UA (2003)
- „Venezuela“ des 3-sat/Bachmann-Preisträgers Guy Helmiger
Théatre National du Luxembourg, Grand Théâtre Luxembourg, WUK Wien, UA (2004)
- „Mann ohne Beil“ von Matthias Wittekindt, Schauspielhaus Wien / Schneiderei (2004)
- „Der Held der Frauen“ von Matthias Wittekindt, Schauspielhaus Wien, Théâtre National du Luxembourg, UA (2004/2005)
- „Freigang“ von Matthias Wittekindt, Schauspielhaus Wien, Théâtre National du Luxembourg, UA (2004/2005)
- „Fräulein Else“ nach Arthur Schnitzler, Dramatisierung Krassnigg, Theater in der Josefstadt (Spielzeit 2004/05)
- „Der Weg ins Freie“, szenische Lesung nach dem Roman von A. Schnitzler, Dramatisierung Krassnigg, Theater in der Josefstadt (2004)
- „FULL STUFF, Theaterballade für 5 Männer in 11 Szenen mit 6 Songs“, von Anna Maria Krassnigg, Auftragswerk für die Ruhrfestspiele Recklinghausen, UA (2006)
- „Vincent – Torture the Artist“, Romanbearbeitung nach Joey Goebel, Salon5, UA (2008)[3]
- „Ich und Kaminski“, Romanbearbeitung nach Daniel Kehlmann, Salon5, Grand Théâtre Luxembourg, UA (2008 / 2010)[4]
- „Der Traum ein Leben“, Neufassung nach Franz Grillparzer für das Schauspiel Dortmund (2010)
- „RUHM“, Bühnenfassung nach dem gleichnamigen Roman von Daniel Kehlmann für die Festspiele Reichenau, UA 2010
- „Zwischen neun und neun“ nach dem gleichnamigen Roman von Leo Perutz, Salon5, UA (2010)[5]
- „Power to Hurt“, Shakespeare'sches Film-Theater-Konzert, Grand Théâtre Luxembourg, Salon5, UA (2010)[6]
- „Das Leben hält bis zuletzt Überraschungen bereit.“ von Guy Helminger, Salon5, Grand Théâtre Luxembourg, UA (2011)
- „Camera Clara“ von Anna Poloni, Kapuzinertheater Luxembourg, Salon5, UA (2012)[7][8]
- „Die Kinder von Wien oder HOWEVERSTILLALIVE“ von Robert Neumann / Anna Maria Krassnigg, Wiener Festwochen, UA (2013)[9]
- „CARAMBOLAGE oder Der schwarze Punkt“ von Anna Poloni, Salon5, Theater Nestroyhof Hamakom, UA (2014)[10]
- „Der Kalte“ von Robert Schindel, Theater Nestroyhof Hamakom (2014)[11]
- „LA PASADA – Die Überfahrt“ Kinobühnenschau von Anna Poloni, Salon5, Thalhof, Metro-Kinokulturhaus, UA (2015)[12]
- „Der Idiot – Eine Kinobühnenschau nach Fjodor Michailowitsch Dostojewskijs Roman“, Salon5, Thalhof, Theater Nestroyhof (2016/17)[13]
- „Am Ende eines kleinen Dorfes – Nach Marie von Ebner-Eschenbach“, Salon5, Thalhof (2017)[14]
- „Maslans Frau“, nach Marie von Ebner-Eschenbach + „Tiefer als der Tag“ von Anna Polini, Salon5, Thalhof (2018)[15]
- „König Johann“ von Friedrich Dürrenmatt nach William Shakespeare, wortwiege, Kasematten Wiener Neustadt (2020)[16]
- „Die Königin ist tot“ nach dem Roman von Olga Flor, wortwiege, Kasematten Wiener Neustadt (2020)[17]
- „Nussschale“ nach dem Roman von Ian McEwan, wortwiege, Kasematten Wiener Neustadt (2021)[18]
- „Dantons Tod - Narren, Schurken, Engel“ nach Georg Büchner, wortwiege, Kasematten Wiener Neustadt (2021)[19]
- „REDEN! - Eine Theaterserie erlesener Rhetorik, est. 2016“, Staffel 2, wortwiege, Kasematten Wiener Neustadt (2022)[20]
- „REDEN! - Eine Theaterserie erlesener Rhetorik, est. 2016“, Staffel 3, wortwiege, Kasematten Wiener Neustadt (2023)[21]